# Gente come noi (Spagna)
Gente come noi è un brano musicale interpretato dalla cantante italiana Ivana Spagna, pubblicato come singolo nel 1995.
Il brano è uno dei più noti fra quelli cantati in italiano dall'artista veronese ed è stato scritto da più autori: per la musica è stato composto dalla stessa Spagna, dal fratello Giorgio e da Angelo Valsiglio; il testo è stato scritto sempre dalla stessa Spagna con Marco Marati e Fio Zanotti.
Fortemente voluto da Pippo Baudo al Festival di Sanremo di quell'anno, conquistò il terzo posto nella classifica della manifestazione.
Il singolo rimase in classifica per molte settimane, e l'album che lo contiene, Siamo in due, vendette oltre 400 000 copie, diventando il più venduto di un'artista femminile nel 1995.

## Classifiche

### Classifiche settimanali
| Classifica (1995) | Posizione massima |
| ----------------- | ----------------- |
| Italia            | 5                 |